# GetCITED
GetCITED — бывшая научная реферативная база данных, объединявшая информацию о публикациях и цитированиях. Система включала не только статьи из научных журналов, но также главы из книг, монографий и других изданий.
Целью проекта было предоставление доступа к научной информации для широких кругов. В лучшие годы, GetCITED индексировала свыше 3 миллионов публикаций более чем трехсот тысяч авторов.
В 2014 году проект был закрыт.